# Miroslava Knapková
Miroslava Topinková Knapková  (ur. 19 września 1980 r. w Brnie) – czeska wioślarka, złota medalistka igrzysk olimpijskich, mistrzyni świata, pięciokrotna mistrzyni Europy.

## Igrzyska olimpijskie
Na igrzyskach zadebiutowała w 2004 roku w Atenach w rywalizacji jedynek. Po zwycięstwie w eliminacjach zajęła drugie miejsce w półfinale i awansowała do finału A. Tam do mety dopłynęła na czwartej pozycji, tracąc do trzeciej Bułgarki Rumjany Nejkowej 2,04 sekundy.
Cztery lata później w Pekinie wzięła udział w dwóch konkurencjach. W jedynce zdołała awansować do finału, zajmując tam piąte miejsce ze stratą 10,04 sekundy do będącej na trzeciej pozycji Białorusinki Kaciaryny Karsten. W dwójce podwójnej zastąpiła w finale Jitkę Antošovą i wystąpiła z Gabrielą Vařekovą, kończąc zawody na szóstej pozycji.
Na igrzyskach olimpijskich w 2012 roku w Londynie wystartowała w zawodach jedynek. Po kolejnych zwycięstwach w eliminacjach, ćwierćfinale i półfinale wygrała finał, wyprzedzając Dunkę Fie Udby Erichsen i Australijkę Kimberley Crow.
Na następnych igrzyskach w Rio de Janeiro ponownie wystąpiła w rywalizacji jedynek. W eliminacjach zajęła drugie miejsce i awansowała do następnej rundy. W ćwierćfinale do mety dopłynęła na drugiej pozycji, zaś w półfinał zakończyła na czwartym miejsce, co dało jej awans do finału B. Tam wygrała rywalizację i została sklasyfikowana na siódmej pozycji.